# 싼샤 댐
싼샤 댐(중국어 간체자: 三峡大坝, 정체자: 三峽大壩, 병음: Sānxiá Dàbà 싼샤 다바[*], 영어: Three Gorges Dam)은 장강을 막은 다목적 중력 댐으로, 중화인민공화국 후베이성 이창시에 위치한다. 댐과 함께 설치된 수력발전소의 설비용량은 22,500 MW로, 이는 2012년부터 전세계 발전소 중 세계 최대이다.

## 역사
싼샤 댐이 세워진 곳은 역사적으로 이릉대전이 벌어진 곳이다.
본디 이 계획은 쑨원이 1919년 출간한 《건국방략》(중국어: 建国方略)에서 처음 언급되었다.
1932년 당시 국민정부의 수반 장제스도 싼샤댐 건설을 검토하라는 지시를 내린 바가 있으며,
1944년 미국 간척국 기술자 존 루시안 새비지(John L. Savage)가 장강 일대를 조사하고 싼샤댐 건설 계획안을 중국 국민정부에 제의하여 54명의 중국인 기술자들이 미국의 지원 아래 추진되었으나 1947년 국공 내전으로 인하여 중단되었다.
1949년, 중화인민공화국 성립 이후에도 중국 지도부는 싼샤댐 건설에 큰 관심을 가져 마오쩌둥도 이 사업을 지원하였지만 거저우바 댐 건설 사업과 대약진 운동·문화대혁명으로 인하여 큰 진전을 보이지는 못하였다.
1958년, 백화제방·백가쟁명 이후 몇몇 기술자들이 댐 건설 계획을 누설하였다는 이유로 투옥되기도 하였다.
싼샤댐 건설 사업이 본격화된것은 1980년대로, 1992년 전국인민대표대회에서 리펑은 공식적으로 건설을 제안하였고, 1993년 준비공사를 시작했고, 착공식은 1994년 12월 14일에 열렸다.
쌴샤 댐의 건설과 관련되어 비용·편익·손해에 관한 많은 논쟁이 있었다. 건설 찬성파는 홍수 조절·전력 생산등을 이유로 찬성했으며, 건설 반대파는 수몰민의 발생·생태계 파괴·창 강 연안의 문화 유산의 수몰·수질 오염등을 이유로 반대했다.
주 구조물은 2006년에 완공되었으며, 2008년에 운전을 시작했다. 댐 완공은 2009년이었다.

## 연간 전기 생산량
| 연도 | 발전 설비 대수 | TWh     |               |
| ---- | -------------- | ------- | ------------- |
| 2003 | 6              | 8.607   |               |
| 2004 | 11             | 39.155  |               |
| 2005 | 14             | 49.090  |               |
| 2006 | 14             | 49.250  |               |
| 2007 | 21             | 61.600  |               |
| 2008 | 26             | 80.812  | [ 13 ]        |
| 2009 | 26             | 79.470  | [ 14 ]        |
| 2010 | 26             | 84.370  | [ 15 ]        |
| 2011 | 29             | 78.290  | [ 16 ]        |
| 2012 | 32             | 98.100  | [ 17 ]        |
| 2013 | 32             | 83.270  | [ 18 ]        |
| 2014 | 32             | 98.800  | [ 19 ]        |
| 2015 | 32             | 87.000  | [ 20 ]        |
| 2016 | 32             | 93.500  | [ 21 ]        |
| 2017 | 32             | 97.600  | [ 22 ]        |
| 2018 | 32             | 101.600 | [ 23 ] [ 24 ] |
| 2019 | 32             | 96.880  | [ 25 ]        |

## 기타 영향

### 문화 및 미적 영향
600km 길이의 저수지는 일부 1,300곳의 유적지들을 침수시켰으며 수위가 91m를 넘어서면서 싼샤의 모습을 변형시켰다. 문화적, 역사적 유물들은 발견 이후 더 높은 지대로 이동되었으나 범람으로 인해 발굴되지 않은 유적들을 덮어버렸다. 일부 지역들은 지리, 규모, 디자인적 이유로 이동이 불가능하였다.

### 구조적 무결성
저수지가 처음 채워진지 수일이 흘러 대략 80곳의 미세한 금들이 댐 구조물에서 관찰되었다. 침수된 댐 여수로문들은 공동 현상의 위험에 노출될 것으로 보였는데 이는 1983년 콜로라도강 범람을 적절히 대처하지 못한, 형편없이 설계되어 심각한 상황에 처한 애리조나주 글렌캐니언댐의 여수로문 공동화와 비견되었다. 그러나 163,000개의 싼샤 댐의 콘크리트 설비들은 모두 품질 검사를 통과하였으며 변형은 설계 한도 안쪽이었다. 전문가 단체는 프로젝트에 전반적으로 양호한 품질 등급을 주었다.
2019년, 그리고 2020년에 싼샤 댐의 잠재적 붕괴에 관한 온라인 루머가 만연하였다. 중국 고위층들은 이러한 주장을 사실 무근의 소문으로 취급하였고 댐의 안전과 구조적 무결성의 초기 주장을 반복하였으나 이 붕괴설을 찬성하는 사람들은 임박한 붕괴에 관한 경고를 주장하였다.

## 같이 보기
- 장강삼협
- 존 루시안 새비지(영어판)